# STS-44
STS-44は、アトランティスを用いて1991年11月24日に打ち上げられたスペースシャトルのミッションである。アメリカ国防総省の宇宙ミッションとして行われた。

## 乗組員
- 船長 - フレデリック・グレゴリー (3)
- 操縦手 - テレンス・ヘンリックス（英語版） (1)
- ミッションスペシャリスト1 - ジェームズ・ヴォス（英語版） (1)
- ミッションスペシャリスト2 - ストーリー・マスグレーブ（英語版） (4)
- ミッションスペシャリスト3 - マリオ・ルンコ（英語版） (1)
- フライトエンジニア - トーマス・ヘネン（英語版） (1)

## ミッションハイライト
打上げは、1991年11月24日6時44分(EST)に行われた。当初は11月19日の予定であったが、DSP衛星に取り付けられた慣性上段ロケットブースターの冗長系の内部測定ユニットが故障し、交換と試験のために延期された。打上げは11月24日に再設定され、さらに移動式発射プラットフォームの液体酸素補充系のバルブの小規模な修理の後に外部燃料タンクの液体酸素の補充を可能するため、13分間延期された。打上げ時の重量は、117,766 kgであった。
このミッションは、アメリカ国防総省のために行われ、DSP衛星がミッション初日に放出された。カーゴベイとミッドデッキのペイロードには、Interim Operational Contamination Monitor (IOCM)、Terra Scout, Military Man in Space (M88-1)、Air Force Maui Optical System (AMOS)、Cosmic Radiation Effects and Activation Monitor (CREAM)、Shuttle Activation Monitor (SAM)、Radiation Monitoring Equipment III (RME III)、Visual Function Tester-1 (VFT-1)、Ultraviolet Plume Instrument (UVPI)、Bioreactor Flow、Particle Trajectory experiment、Extended Duration Orbiter Medical Projectがあった。
アトランティスは、1991年12月1日2:34:44(PST)、エドワーズ空軍基地の第5滑走路に着陸した。ロールアウト距離は3,411m、ロールアウト時間は107秒であった。着陸時の重量は87,918 kgであった。元は12月4日にケネディ宇宙センターに着陸する計画であったが、11月30日にオービタの3つの内部測定ユニットのうちの1つが故障すると、10日間のミッションは短縮され、着陸日が再設定された。長いロールアウト距離は、試験的にブレーキを最小限にしたためである。アトランティスは、12月8日にケネディ宇宙センターに戻った。